# Старо Чиче
Старо Чиче (хорв. Staro Čiče) — населений пункт у Хорватії, в Загребській жупанії у складі міста Велика Гориця.

## Населення
Населення за даними перепису 2011 року становило 790 осіб.
Динаміка чисельності населення поселення:

## Клімат
Середня річна температура становить 10,89 °C, середня максимальна – 25,58 °C, а середня мінімальна – -6,12 °C. Середня річна кількість опадів – 864 мм.
| Клімат поселення                              | Клімат поселення | Клімат поселення | Клімат поселення | Клімат поселення | Клімат поселення | Клімат поселення | Клімат поселення | Клімат поселення | Клімат поселення | Клімат поселення | Клімат поселення | Клімат поселення | Клімат поселення |
| Показник                                      | Січ.             | Лют.             | Бер.             | Квіт.            | Трав.            | Черв.            | Лип.             | Серп.            | Вер.             | Жовт.            | Лист.            | Груд.            |                  |
| Середній максимум, °C                         | 5,98             | 8,05             | 12,66            | 17,29            | 22,23            | 25,58            | 25,16            | 24,34            | 20,24            | 14,90            | 8,97             | 5,13             |                  |
| Середня температура, °C                       | −0,07            | 2,00             | 6,60             | 11,26            | 16,19            | 19,52            | 21,24            | 20,38            | 16,30            | 10,96            | 5,04             | 1,18             |                  |
| Середній мінімум, °C                          | −6,12            | −4,04            | 0,57             | 5,20             | 10,15            | 13,48            | 17,30            | 16,46            | 12,38            | 7,03             | 1,11             | −2,76            |                  |
| Норма опадів, мм                              | 51               | 48               | 57               | 67               | 75               | 91               | 77               | 87               | 82               | 82               | 85               | 62               |                  |
| Середньомісячна швидкість вітру, м/с          | 1.76             | 1.91             | 2.38             | 2.20             | 2.10             | 1.90             | 1.80             | 1.70             | 1.68             | 1.70             | 1.80             | 1.80             |                  |
| Середньомісячна сонячна радіація, кДж/м²·день | 4119             | 6851             | 10535            | 14973            | 19107            | 21085            | 22031            | 19280            | 14149            | 8724             | 4556             | 3351             |                  |
| --------------------------------------------- | ---------------- | ---------------- | ---------------- | ---------------- | ---------------- | ---------------- | ---------------- | ---------------- | ---------------- | ---------------- | ---------------- | ---------------- | ---------------- |
| Джерело:                                      |                  |                  |                  |                  |                  |                  |                  |                  |                  |                  |                  |                  |                  |